# Fort Leavenworth
Fort Leavenworth az Amerikai Egyesült Államok Hadseregének egyik bázisa a Kansas állambeli Leavenworth megyében, Kansas Citytől mintegy 50 kilométerre északnyugatra. Fort Leavenworth névadója és alapítója Henry Leavenworth ezredes volt, aki 1827-ben létesített itt hídfőállást a Missouri folyó nyugati partján. A következő harminc évben ez a támaszpont volt az amerikai hadsereg fő bázisa az indiánok elleni harcokban. A mexikói–amerikai háború idején Fort Leavenworth volt a hadsereg legfőbb hadtápbázisa.
1854-ben, amikor Kansas létrejött, Andrew Reeder kormányzó Fort Leavenworthben rendezte be a hivatalát.
Ahogy az Egyesült Államok területe bővült, a bázis elvesztette hadászati jelentőségét, és funkciója is átalakult. 1881-ben William Tecumseh Sherman tábornok tiszti iskolát hozott létre Fort Leavenworthben. Ennek utódja a mai Csapattiszti és Vezérkari Akadémia (Command and General Staff College), a hadsereg legmagasabb szintű taktikai oktatási intézménye. Ennek leghíresebb diákjai között volt Omar Bradley, Dwight D. Eisenhower, Douglas MacArthur, William Westmoreland, Hoyt Vandenberg, Colin Powell és David Petraeus.
Fort Leavenworthben 515 férőhelyes katonai fegyintézet is működik. Ennek elődje, a United States Military Prison (Az Egyesült Államok Katonai Fegyháza) 1875-ben kezdte meg működését. Az intézmény jelenleg United States Disciplinary Barracks (Az Egyesült Államok Fenyítő Laktanyája) néven működik, 2002 szeptembere óta új, modern épületben.
Itt tartották fogva évekig Ricardo Flores Magón mexikói anarchistát, aki itt is halt meg 1922 novemberében.